# ترتيب طبقي (أنسجة)

تنظيم طبقات البشرة في الجلد

يصف الترتيب الطبقي (بالإنجليزية: Laminar organization)‏ الطريقة التي يتم بها ترتيب أنسجة معينة، مثل غشاء العظام أو الجلد أو أنسجة المخ في طبقات.

## أنواع

### الجنين
تظهر الأشكال المبكرة للتنظيم الصفحي في التكوين الثنائي وثلاثي الأرومات للطبقات الجرثومية في الجنين. في الأسبوع الأول من تكوين الجنين البشري، تكونت طبقتان من الخلايا، طبقة الأديم الخارجي (الأديم الظاهر البدائي)، وطبقة الأرومة الباطنية الداخلية (الأديم الباطن البدائي). هذا يعطي القرص البيلامين المبكر. في الأسبوع الثالث في مرحلة تكوين الأديم الظاهر للمعدة، تغزو خلايا الأديم الظاهر لتكوين الأديم الباطن، وطبقة ثالثة من الخلايا تعرف باسم الأديم المتوسط. الخلايا التي تبقى في الأديم الخارجي تصبح أديم ظاهر. هذا هو القرص ثلاثي الصفائح وقد أدت الخلايا الخارجية إلى ظهور الطبقات الجرثومية الثلاث.

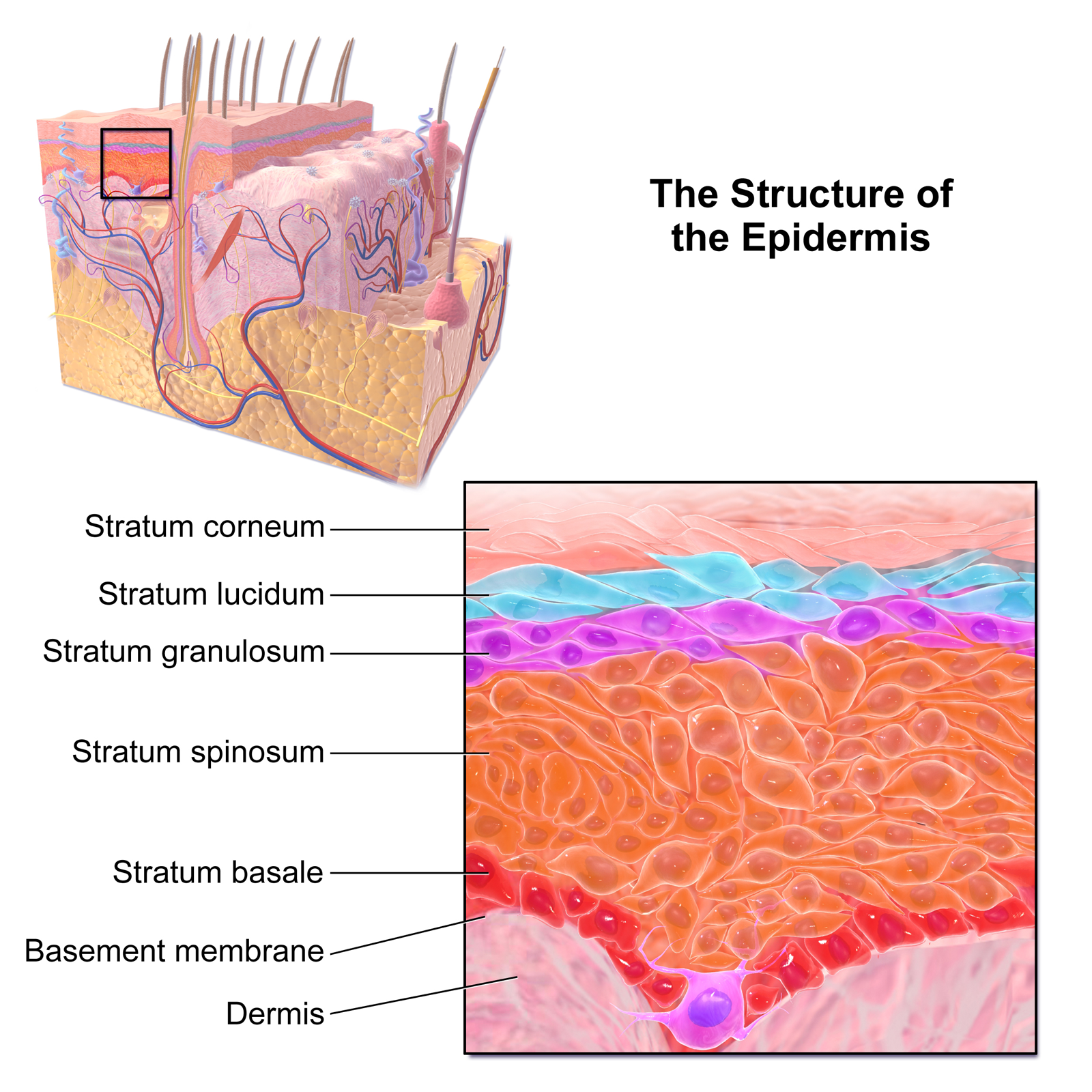
خمس طبقات من البشرة تظهر على شكل طبقات مختلفة

### مخ
يتجلى التنظيم الرقائقي في الدماغ في ترتيب السحايا الثلاثة، وهي الأغشية التي تغطي الدماغ والحبل الشوكي. هذه الأغشية هي الأم الجافية والأم العنكبوتية والأم الحنون. تحتوي الأم الجافية على طبقتين: طبقة سمحاقية بالقرب من عظم الجمجمة، وطبقة سحائية بجانب السحايا الأخرى.
يمكن وصف القشرة الدماغية، الورقة العصبية الخارجية التي تغطي نصفي الكرة المخية من خلال تنظيمها الرقائقي، بسبب ترتيب الخلايا العصبية القشرية في ست طبقات متميزة.

### عين
للعين في الثدييات تنظيم رقائقي واسع النطاق. هناك ثلاث طبقات رئيسية - السترة الليفية الخارجية، والعنبية الوسطى، والشبكية الداخلية. تحتوي هذه الطبقات على طبقات فرعية تحتوي على 10 شبكية تتراوح من المشيمية الخارجية إلى الخلط الزجاجي الداخلي بما في ذلك طبقة الألياف العصبية الشبكية.

### جلد
جلد الإنسان لديه منظمة رقائقية كثيفة. تتكون البشرة الخارجية من أربع أو خمس طبقات.